# Syed Modi International
Mit Syed Modi International Badminton Championships wird ein hochrangiges Badminton-Turnier in Lucknow, Indien bezeichnet. Das Turnier ist im Gedenken nach dem in Lucknow verstorbenen indischen Badmintonspieler Syed Modi benannt. Es wurde in den BWF Grand Prix eingeordnet und hat seit 2011 den Status Grand Prix Gold. Es ist nicht zu verwechseln mit den höherrangigen India Open, die bis 2010 als India Open Grand Prix Gold und seit 2011 als India Open Super Series ausgetragen werden.

## Turniergewinner
| Saison    | Herreneinzel            | Dameneinzel       | Herrendoppel                        | Damendoppel                                | Mixed                                       |
| --------- | ----------------------- | ----------------- | ----------------------------------- | ------------------------------------------ | ------------------------------------------- |
| 2009      | Chetan Anand            | Saina Nehwal      | Adnan Fauzi Tri Kusuma Wardana      | Misaki Matsutomo Ayaka Takahashi           | Arun Vishnu Aparna Balan                    |
| 2010      | Dionysius Hayom Rumbaka | Zhou Hui          | Mohammad Ahsan Bona Septano         | Xia Huan Tang Jinhua                       | Liu Peixuan Tang Jinhua                     |
| 2011      | Taufik Hidayat          | Ratchanok Intanon | Naoki Kawamae Shoji Sato            | Shinta Mulia Sari Yao Lei                  | Sudket Prapakamol Saralee Thungthongkam     |
| 2012      | Kashyap Parupalli       | Lindaweni Fanetri | Ko Sung-hyun Lee Yong-dae           | Savitree Amitrapai Sapsiree Taerattanachai | Fran Kurniawan Shendy Puspa Irawati         |
| 2013      | abgesagt                | abgesagt          | abgesagt                            | abgesagt                                   | abgesagt                                    |
| 2014      | Xue Song                | Saina Nehwal      | Li Junhui Liu Yuchen                | Chen Qingchen Jia Yifan                    | Wang Yilu Huang Yaqiong                     |
| 2015      | Kashyap Parupalli       | Saina Nehwal      | Mathias Boe Carsten Mogensen        | Amelia Alicia Anscelly Soong Fie Cho       | Ricky Widianto Richi Puspita Dili           |
| 2016      | Srikanth Kidambi        | Sung Ji-hyun      | Goh V Shem Wee Kiong Tan            | Jung Kyung-eun Shin Seung-chan             | Praveen Jordan Debby Susanto                |
| 2017      | Sameer Verma            | P. V. Sindhu      | Mathias Boe Carsten Mogensen        | Kamilla Rytter Juhl Christinna Pedersen    | Pranav Chopra Siki Reddy                    |
| 2018      | Sameer Verma            | Han Yue           | Fajar Alfian Muhammad Rian Ardianto | Chow Mei Kuan Lee Meng Yean                | Ou Xuanyi Feng Xueying                      |
| 2019      | Wang Tzu-wei            | Carolina Marín    | He Jiting Tan Qiang                 | Baek Ha-na Jung Kyung-eun                  | Rodion Alimov Alina Davletova               |
| 2020 2021 | abgesagt                | abgesagt          | abgesagt                            | abgesagt                                   | abgesagt                                    |
| 2022      | kein Endspiel           | P. V. Sindhu      | Man Wei Chong Tee Kai Wun           | Anna Cheong Ching Yik Teoh Mei Xing        | Ishaan Bhatnagar Tanisha Crasto             |
| 2023      | Chi Yu-jen              | Nozomi Okuhara    | Choong Hon Jian Muhammad Haikal     | Rin Iwanaga Kie Nakanishi                  | Dejan Ferdinansyah Gloria Emanuelle Widjaja |
| 2024      |                         |                   |                                     |                                            |                                             |